# منوکن (داکوتای شمالی)

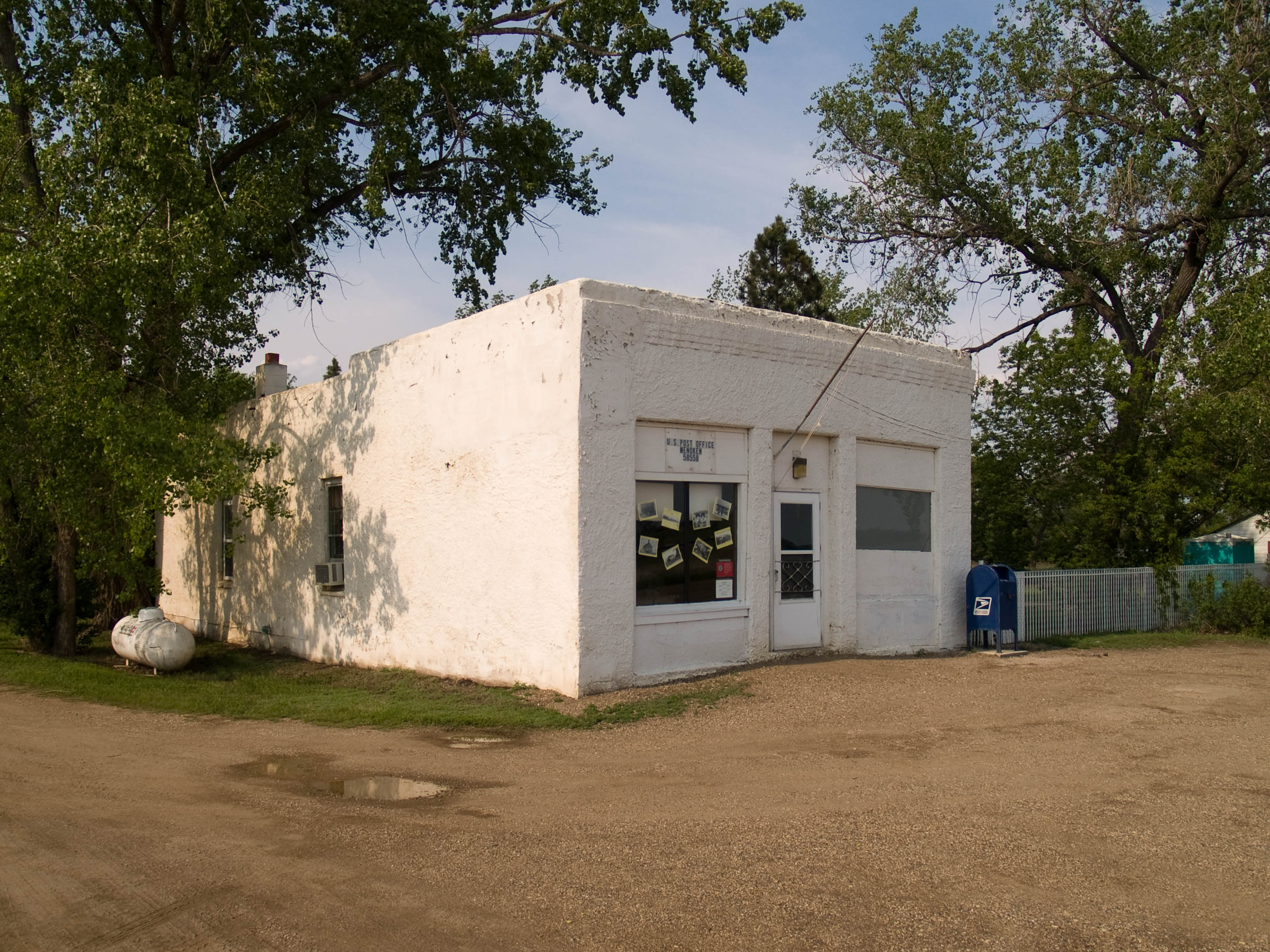
اداره پست منوکن

منوکن(به انگلیسی: Menoken) شهری در ایالت داکوتای شمالی کشور ایالات متحده آمریکا است که جمعیت آن در سرشماری سال ۲۰۱۰ میلادی، ۷۰ نفر بوده‌است.